# Gwen Cherry
Gwendolyn "Gwen" Sawyer Cherry (27 de agosto de 1923 - 7 de febrero de 1979) fue una educadora, legisladora estatal y abogada estadounidense. Fue una de las fundadoras de la Asociación Nacional de Abogadas de Color y logró reconocimiento al convertirse en la primera mujer afroamericana que sirvió como legisladora estatal en la Florida.

## Carrera
Luego de ejercer una carrera como educadora y abogada, Cherry fue elegida en la Cámara de la Florida en 1970, convirtiéndose en la primera mujer afroamericana que sirvió como legisladora estatal en dicho estado. Durante sus cuatro mandatos se encargó de impulsar la Enmienda de Igualdad de Derechos y la fiesta estatal en honor a Martin Luther King, además de presidir el comité estatal para el Año Internacional de la Mujer en 1978. También presidió el Comité de Asuntos de las Minorías para la Convención Nacional Demócrata y el Caucus Nacional de Mujeres Políticas en 1972 mientras se desempeñaba como asesora legal para la Organización Nacional de Mujeres (NOW), capítulo de Miami.

### Fallecimiento y legado
Cherry murió en un accidente automovilístico en Tallahassee en febrero de 1979. En su panegírico, el exgobernador del estado y senador de los Estados Unidos Bob Graham se refirió a Cherry como "una campeona de los derechos de todas las personas y una voz de la razón y la preocupación". Fue incluida de manera póstuma en el Salón de la Fama de las Mujeres de Florida en 1986.

## Obras notables
- Portraits in Color: The Lives of Colorful Negro Women (Editorial Pageant, 1962)